# Juste avant l'orage
Pour plus de détails, voir Fiche technique et Distribution.
Juste avant l'orage est un film franco-suisse réalisé par Bruno Herbulot et sorti en 1993.

## Fiche technique
- Titre : Juste avant l'orage
- Réalisation : Bruno Herbulot
- Scénario : Bruno Herbulot (librement adapté de deux nouvelles d'Henry James)
- Photographie :  Guillaume Schiffman
- Costumes : Charlotte David
- Décors : Denis Champenois, Bruno Rabatel et David Stadelmann
- Son : Laurent Barbey et Étienne Curchod
- Montage : Alice Lary, Annie Marciniak et Emmanuelle Neto
- Production : Les Films du Phare - Société générale de gestion cinématographique - Odessa Films - Les Productions JMH - Télévision suisse romande
- Pays de production :  France,  Suisse
- Durée : 87 minutes
- Date de sortie : 
  - France : 10 février 1993

## Distribution
- Laura Morante : Charlotte
- Christophe Malavoy : Ferdinand
- Zabou Breitman : Mathilde
- Christophe Odent : Jules
- Carlo Brandt : Thomas
- Catherine Frot : Irène
- Lola Gans[1] : Pauline
- Dominique Valadié : Joséphine
- Redjep Mitrovitsa : Romain
- Hanns Zischler : Oscar